# Ditlev Lauritzen
Lauritz Ditlev Lauritzen (29. november 1859 i Ribe – 24. december 1935 i København), kaldet Ditlev Lauritzen, var en dansk købmand og skibsreder, som i Esbjerg i 1895 grundlagde Dampskibsselskabet Vesterhavet og 1914 i København grundlagde rederiet J. Lauritzen A/S. Desuden var han fra 1894 fransk konsul i Danmark.
Ditlev Lauritzen åbnede 1884 J. Lauritzens Trælastforretning i Esbjerg, som en filial af faderen Jørgen Lauritzens forretning i Ribe, hvortil også hørte skibssejlads (se museumseverten Johanne Dan).
I 1888 købte Ditlev Lauritzen i fællesskab med kaptajn Søren Meinertz sit første skib Uganda, som trods forlis samme år var en god forretning og 1891 byggedes hans første nybyggede skib Nordsøen hos Burmeister & Wain med lån fra den københavnske vekselerer Isak Salomon Salomonsen. I 1893 fulgte et skib mere fra Helsingør Skibsværft og 1895 købte han desuden et brugt engelsk dampskib sammen med kreditforeningsdirektør Morten Clausen fra Den vest- og sønderjydske Kreditforening. De de 3 sidstnævnte skibe stiftedes 1895 Dampskibsselskabet Vesterhavet.
Sideløbende med byen Esbjerg og Esbjerg Havns ekspansion voksede rederivirksomheden og Ditlev deltog aktivt i byens erhvervsliv og var bl.a. med til at grundlægge Esbjerg Tovværksfabrik og var en kort overgang i byrådet.
Ved 1. verdenskrigs udbrud i 1914 rådede dampskibsselskabet over 26 skibe med en tonnage på 33.264 tons.
Samme år flyttede familien Lauritzen til København og stiftede der aktieselskabet J. Lauritzen.
Under verdenskrigen blev Ditlev Lauritsen medlem af Den Overordentlige Kommission og mistede hele 19 skibe ved forlis og trådte i en likvidation, som dog aflystes, da krigsforsikrings-erstatningen blev udbetalt.
Herefter udbyggedes rederiets flåde igen og udgjorde i 1935 ved Ditlev Lauritzens død 90.300 tons dødvægt foruden skibe under bygning til 25.000 dødvægt.

## Arvtagere
Ditlev Lauritzen blev 1893 gift med proprietærdatteren Maren Breinholt fra Damsgård på Mors.
Sammen fik de sønnerne Ivar Lauritzen (1900-1974) og Knud Lauritzen (1904-1978), som sammen overtog rederiet J. Lauritzen efter faderens død.
Ditlev Lauritzen er begravet på familiegravstedet på Hellerup Kirkegård.

## Eksterne links
- Ditlev Lauritzen Arkiveret 14. august 2019 hos  Wayback Machine - Store Danske Encyklopædi
- D. Lauritzen Arkiveret 13. januar 2015 hos  Wayback Machine - Dansk Biografisk Leksikon 2. og 3. udgave.  Arkiveret 13. december 2014 hos  Wayback Machine
- Historien Arkiveret 14. december 2014 hos  Wayback Machine - Lauritzen Fonden
- Ditlev Lauritzen på gravsted.dk
- Arkiveret 14. december 2014 hos  Wayback Machine